# 1456 en littérature
| Années de la littérature : 1453 - 1454 - 1455 - 1456 - 1457 - 1458 - 1459    |
| Décennies de la littérature : 1420 - 1430 - 1440 - 1450 - 1460 - 1470 - 1480 |

Cet article présente les faits marquants de l'année 1456 en littérature.

## Évènements
- Janvier : François Villon obtient des lettres de rémission de la chancellerie royale pour le meurtre d'un prêtre, Philippe Sermoise, qu'il a commis le 5 juin 1455 lors d'une rixe à Paris[1].
- Peter Luder est nommé professeur à l'université de Heidelberg et y introduit l'humanisme[2].

## Parutions
- De figura seu ymagine mundi de Louis de Langle[3].

- Melusine de Thüring von Ringoltingen (de), adaptation allemande du Roman de Mélusine de Coudrette[4].

## Naissances
- Vers 1456 : Giovanni Aurelio Augurelli, poète humaniste et alchimiste italien, mort en 1524 en littérature.

## Décès
- 12 juillet : Alonso García de Carthagène, évêque et écrivain espagnol, né en 1384.
- 21 octobre : John Shirley (en), écrivain et copiste anglais, né vers 1366[5].

- Juan de Mena, poète et chroniqueur espagnol, né en 1411.